# Phycosoma jamesi
Phycosoma jamesi är en spindelart som först beskrevs av Roberts 1979.  Phycosoma jamesi ingår i släktet Phycosoma och familjen klotspindlar. Inga underarter finns listade i Catalogue of Life.